# Alexander H. Smith
Alexander Hanchett Smith (Crandon, 12 de dezembro de 1904 - 12 de dezembro de 1986) foi um micologista norte-americano conhecido por suas grandes contribuições à taxonomia e filogenia dos fungos maiores, especialmente os Agaricales.

## Juventude e formação acadêmica
Smith, nascido em Crandon, Wisconsin, foi o segundo filho de Ruth M. e Edward A. Schmidt, que mais tarde mudou seu nome para Smith. Após a morte de sua mãe, durante sua adolescência, Smith e sua família se mudaram para De Pere, Wisconsin, para viver com seus avós paternos.
Smith se formou num colégio em West De Pere, em 1923. Um ano depois, ele foi admitido na Lawrence College, em Appleton, Wisconsin, onde recebeu o grau acadêmico de Bachelor of Arts em 1928. Ele se candidatou a uma bolsa na Universidade de Michigan e começou seus estudos de pós-graduação em Botânica no outono de 1928, com o eminente micologista Calvin H. Kauffman como seu orientador. Kauffman morreu antes de Smith completar sua graduação, por isso ele continuou seus estudos com o professor E.B. Mains, ganhando seu Masters of Arts em 1929 e seu Ph.D. em 1933. Sua tese de doutorado foi intitulada "Investigations of Two-spored Forms in the Genus Mycena", que mais tarde foi publicada como um artigo de periódico.